# VVZ '49
VVZ '49 is een voetbalvereniging uit de gemeente Soest met een protestants-christelijke achtergrond. Het eerste elftal van de club speelt in de Vijfde klasse zaterdag (seizoen 2023/24). De vereniging speelt op het sportpark Zonnegloren aan de Eemweg in Soest. Het tenue bestaat uit een groen shirt, witte broek en groen-wit gestreepte kousen.

## Historie
De club werd in 1949 opgericht als Voetbal Vereniging Zonnegloren door leden van de personeelsvereniging van het toenmalige sanatorium Zonnegloren. Als officiële oprichter wordt de heer Van den Broek beschouwd. De naam werd op 17 februari 1956 veranderd in Vrienden van Zonnegloren, de club werd opengesteld voor niet-personeelsleden en er werd overgegaan tot deelname aan de zomeravondcompetitie. Sinds 1961 neemt de vereniging deel aan de zaterdagcompetitie van de K.N.V.B. en maakte de vereniging een belangrijke groei door.
Anno 2023 heeft VVZ '49 circa 500 leden. Sinds 1973 speelt de vereniging op Sportpark Zonnegloren aan de Eemweg in Soest, waar het de beschikking heeft over een clubhuis, 10 kleedlokalen, 3 speelvelden (waaronder 1 kunstgrasveld), 2 pupillenvelden en een trainingsveld. Bij het 50-jarig jubileum in 1999 werd er verlichting rond het hoofdveld geplaatst. In de zomer van 2013 is het hoofdveld voorzien van kunstgras. In het voorjaar van 2014 wordt dit veld voorzien van beregening. In 2009, het seizoen dat VVZ '49 zestig jaar bestond, promoveerde de club naar de eerste klasse.
Clubtopscoorder is Gijs Schaap met 225 doelpunten in 15 seizoenen. Hidde Reitsma, de huidige aanvoerder van het eerste elftal, heeft met 17 seizoenen het langst in het eerste elftal van VVZ '49 gespeeld.

### Koude Tenen Toernooi
Sinds 1985 wordt op de eerste zaterdag van januari het Koude Tenen Toernooi gehouden. Het is een toernooi voor de recreatieteams van verschillende clubs uit de omgeving. Sinds 2010 wordt dit toernooi op vrijdagavond voorafgegaan door het Oude Tenen Toernooi, voor 45+ spelers en sinds 2011 op donderdag door het Vrouwen Tenen Toernooi. In 2016 heeft de eerste editie van het Koude Teentjes Toernooi plaats gevonden. Een intern toernooi voor E en F pupillen

## Voetbal in Soest
Naast VVZ ’49 zijn er vier andere voetbalclubs in Soest, het van oorsprong Rooms-Katholieke SO Soest, het openbare SEC, de buurtclub Hees en het Soesterbergse VV 't Vliegdorp. SO Soest is een zondagvereniging, de overige clubs spelen op zaterdag.
In 1997 zijn besprekingen tussen SO Soest, SEC en VVZ '49 om te komen tot een zaterdag- en een zondagclub mislukt. In 2007 zijn fusiebesprekingen tussen Hees en SEC stuk gelopen.

## Competitieresultaten 1976–2018
| 2 4D |

| 2 4D |

| 9 4D |

| 8 4D |

| 10 4D |

| 7 4C |

| 6 4C |

| 9 4D |

| 5 4D |

| 9 4D |

| 12 4D |

| 8 4D |

| 11 4D |

|  |

|  |

|  |

|  |

|  |

|  |

|  |

|  |

| 5 3D |

| 2 3D |

| 1 2B |

| 11 1A |

| 1 2B |

| 11 1A |

| 2 2B |

| 11 1A |

| 3 2B |

| 4 2B |

| 5 2B |

| 3 2B |

| 1 2B |

| 5 1A |

| 3 1A |

| 2 1A |

| 7 1A |

| 4 1A |

| 10 1A |

| 9 1A |

| 14 1A |

| 13 2B |

| - 3D |

| Eerste klasse | Tweede klasse | Derde klasse | Vierde klasse |

In elke staaf van de grafiek staat van boven naar beneden vermeld: 
- Eindnotering

Dit is de positie die de club heeft bereikt in de competitie, zonder eventuele beslissings-, play-off- of nacompetitiewedstrijden die nodig zijn geweest om bijvoorbeeld de kampioen van de competitie te bepalen.
Indien een * achter het getal staat is de notering een tussenstand en kan het zijn dat de notering niet overeenkomt met de uiteindelijke eindstand van de competitie.
Staat er een - dan is het seizoen nog bezig en is er geen definitieve uitslag bekend.
Staat er xx op de positie van de notering, dan heeft de club vroegtijdig de competitie verlaten. Dit kan onder andere komen door terugtrekking van het team, faillissement van de club of door een uitgedeelde straf van de KNVB. In veel gevallen staat elders in het artikel de reden vermeld.
Staat er een ? dan is het resultaat uit het verleden onbekend, en is alleen de competitie of het niveau bekend van dat seizoen.
In de seizoenen 2019/20 en 2020/21 werd wegens de coronacrisis het amateurvoetbal afgebroken. Daardoor kennen deze staven geen eindklassering (middels -- weergegeven).
- Competitieniveau en afdelingsletter of Officiële eindstand Eredivisie
  - Competitieniveau en afdelingsletter

Hierbij geeft het getal het niveau weer, dat ook terug te vinden is in de legenda. De letter is de afdelingsaanduiding en wordt gebruikt wanneer er meer afdelingen zijn op hetzelfde niveau. De afdelingsletter is altijd een hoofdletter en wordt meestal zonder nummer gebruikt.
Voorbeeld: 2F is niveau 2e klasse competitie F.
Het competitieniveau en nummer wordt niet vermeld wanneer er slechts één competitie van dit niveau was.
  - Officiële eindstand Eredivisie (getal staat tussen haakjes vermeld)

Sinds de introductie van play-offwedstrijden voor Europees voetbal na afloop van de reguliere competitie in 2005/06, is de KNVB verplicht een eindstand van de Eredivisie door te geven aan de UEFA aan de hand van deze play-offwedstrijden.
Bij deze eindstand staan clubs die zich hebben gekwalificeerd voor Europees voetbal hoger dan clubs die zich niet wisten te kwalificeren. Indien er geen verschil was tussen de eindnotering en de officiële eindstand, staat dit getal niet vermeld.

- Onderafdeling

Hier staat afgekort de naam van de onderafdeling indien de club in dat jaar in een onderafdeling uitkwam. Tevens staat deze afkorting in de legenda en wordt gelinkt naar het artikel over deze onderafdeling. Deze afkorting wordt alleen vermeld wanneer de club in het verleden in verschillende onderafdelingen heeft gespeeld. Deze vermelding is in de staaf altijd in kleine letters. Deze onderafdelingen zijn na het seizoen 1995/96 afgeschaft. Heeft de club in slechts één onderafdeling gespeeld, dan is dit alleen terug te vinden in de legenda.
Onder de staaf staat het jaartal vermeld waarin het seizoen is afgesloten. 15 verwijst naar het seizoen 2014/15 of eventueel het seizoen 1914/15.
Wanneer een staaf leeg is, zijn deze gegevens niet bekend. Het kan ook zijn dat de club dat seizoen niet heeft meegespeeld op het hogere amateurniveau, vroegtijdig de competitie heeft verlaten of uit de competitie is gezet.

In het seizoen 1944/45 was er wegens de Tweede Wereldoorlog geen regulier competitievoetbal.

## Bekende (oud-)spelers
- Jan Rab (trainer 1964 - 1965), jarenlang assistent-bondscoach en een duel als bondscoach opgetreden.
- Reinder Hendriks, speler bij Willem II
- Henk Post, speler (doelman) bij PEC Zwolle